# Естель, герцогиня Естергетландська
Принцеса Естель Сільвія Єва Мері (швед. Estelle Silvia Ewa Mary, prinsessa av Sverige, hertiginna av Östergötland; нар. 23 лютого 2012, Сольна, м. Стокгольм) — Принцеса Швеції, Герцогиня Естергетландська. Вона є першою особою жіночої статі в історії Швеції, котра народилася з правом успадкування королівського престолу, що не може бути змінене наступним народженням спадкоємця трону чоловічої статі.

## Біографія
Принцеса Естель є першою дитиною спадкоємиці шведського престолу кронпринцеси Вікторії та її чоловіка, герцога Вестергетландского Даніеля Вестлінга. Принцеса з'явилася на світ о 04:26 ЦЄЧ у Каролінській лікарні м. Стокгольм. Незабаром по народженню дівчинки батько принцеси, Принц Даніель, дав одразу в лікарні пресконференцію. Під час чого сказав, що зріст новонародженої — 51 сантиметр, а вага — 3 кг 280 грамів. У комюніке королівського двору ріксмаршал королівства Сванте Ліндквіст оголосив, що мати і новонароджена почувають себе добре. У той же день вони були виписані з лікарні і вирушили до додому. Ім'я і титул принцеси Естель оголосив її дід, король Карл XVI Густаф, на засіданні ради міністрів 24 лютого 2012 р.. Після чого в королівському палаці відслужили подячний молебень «Тебе, Бога, хвалимо» (Te Deum). Ім'я Естель раніше один раз зустрічалося в родині Бернадотів — так звали Естель Бернадот (уроджену Менвілл), дружину хрещеного батька Карла XVI графа Фольке Бернадота, відомого громадського діяча. Імена Сільвія та Єва дані від імен бабусь цієї принцеси — королеві Сільвії Зоммерлат і матері принца Даніеля. 

Принцеса Естель була охрещена 22 травня 2012 р. у Королівській каплиці в Стокгольмі (Швеція). Її хрещеними батьками стали — кронпринцеса Данії Мері, принц Швеції Карл-Філіп, кронпринц Норвегії Хокон, король Нідерландів Віллем-Олександр, і сестра її батька Ганна Вестлінг Сьодерстрьом.

Беручи до уваги закон про рівну прімогенітуру, що діє в Швеції від 1980 року, новонароджена принцеса Естель є другою в черзі спадкоємництва шведського престолу після своєї матері; за нею йде її дядько принц Карл Філіп. Як нащадок Софії Ганноверської, дівчинка Естель входить також у порядок спадкування британського трону, займаючи місце в третій сотні.

## Нагороди
- Кавалер ордену Серафимів (22 травня 2012 р., Швеція)[10].

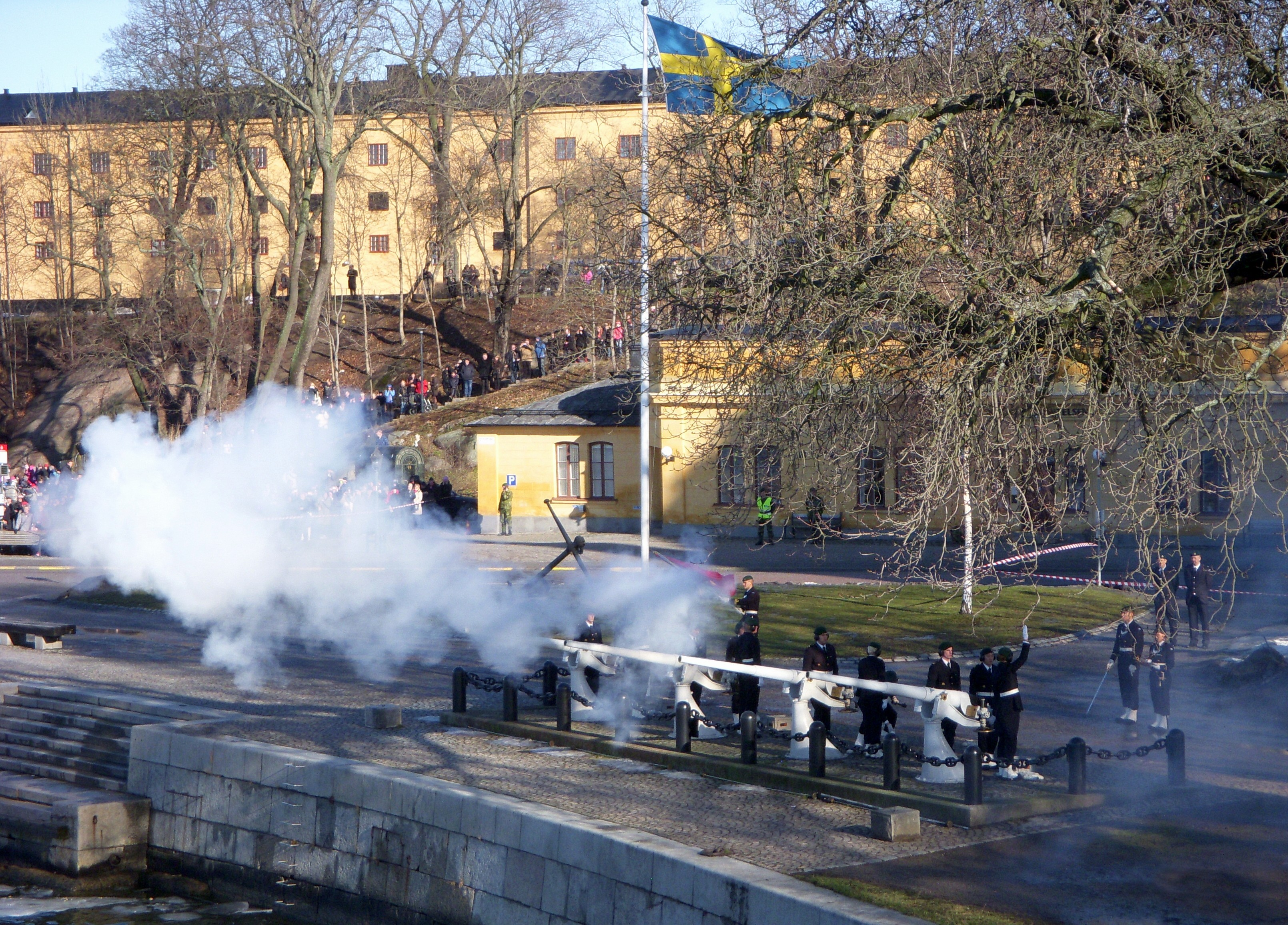
Гарматна яса на честь народження принцеси Естель о 12:00 ЦЄЧ, 23 лютого 2012 р.

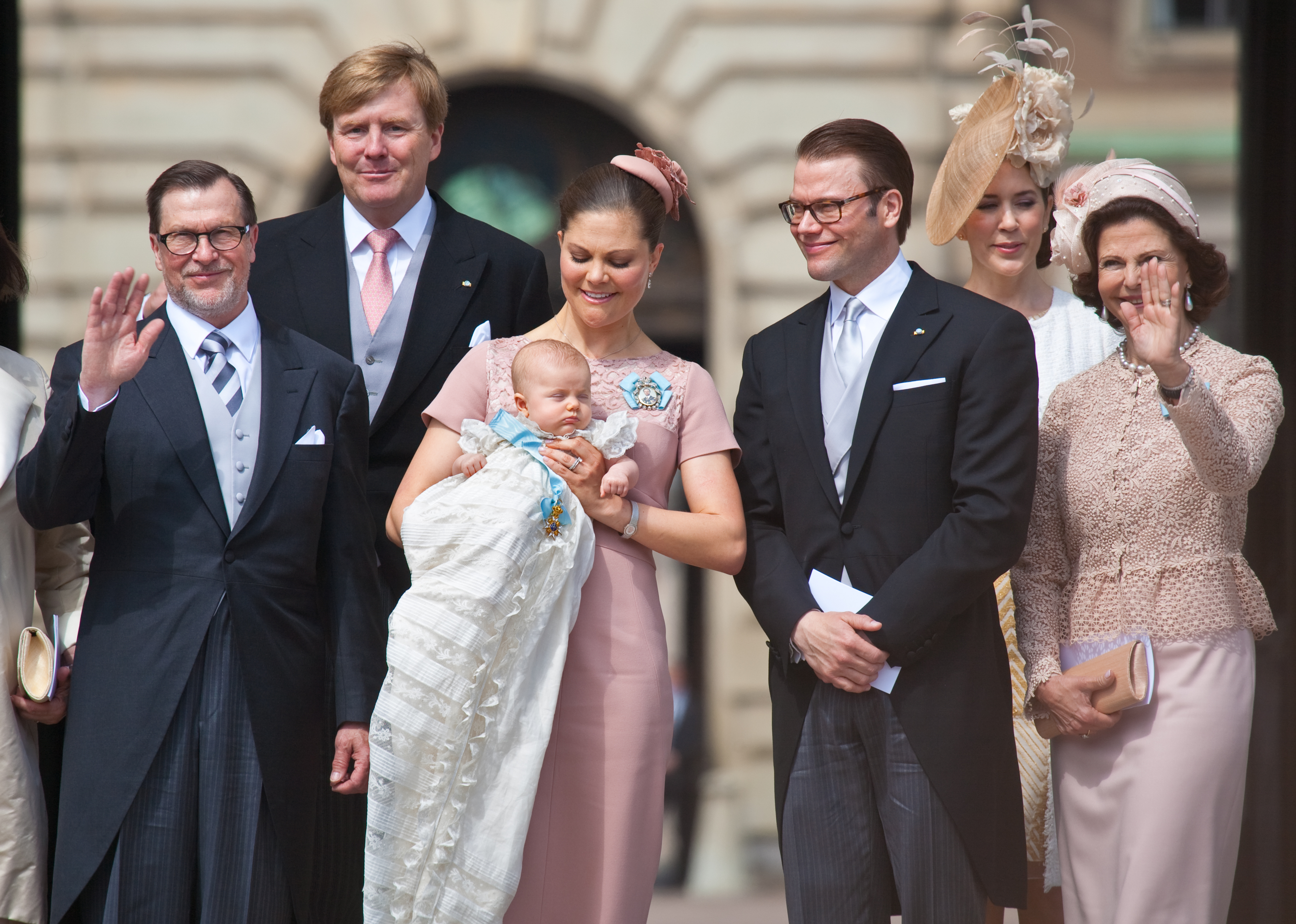
Принцеса Естель біля Королівського палацу після охрещення 22 травня 2012 р.